# Jamie Pace
Jamie Pace (ur. 1 stycznia 1977 w Londynie) – maltański piłkarz grający na pozycji pomocnika. Mierzy 180 cm wzrostu. Od 2008 roku jest zawodnikiem klubu Valletta FC. W reprezentacji Malty zadebiutował w 2005 roku. Do 5 października 2013 roku rozegrał w niej 48 meczów, w których zdobył trzy bramki.